# 夕陽の丘
映画「夕陽の丘」は1964年4月29日に公開された石原裕次郎主演のムードアクション映画。
同名の主題歌「夕陽の丘」（作詞：萩原四朗、作曲：上原賢六）は石原裕次郎と浅丘ルリ子によるデュエット曲である（1963年9月、テイチク創業三十周年記念作品 ）。

## スタッフ
- 企画：児井英生
- 監督：松尾昭典
- 脚本：山崎巖、国弘威雄
- 撮影：萩原泉
- 音楽：池田正義
- 美術：木村威夫
- 録音：片桐登司美
- 編集：井上親彌
- 照明：藤林甲
- スチール：井本俊康
- 助監督：千野皓司
- 主題歌：夕陽の丘
  - 歌唱：石原裕次郎、浅丘ルリ子
  - 作詞：萩原四朗
  - 作曲：上原賢六

## キャスト
- 篠原健次：石原裕次郎
- 長島聖子：浅丘ルリ子
- 長島易子：浅丘ルリ子（二役）
- 新二：和田浩治
- 善公：野呂圭介
- 森川：中谷一郎
- 塩沢タネ：細川ちか子
- 吉良：井上昭文
- 串田 ：名古屋章
- 佐野：深江章喜
- 黒田組長：天草四郎
- 柏木組長：久松洪介
- 易子の友達：槙杏子
- 私服の刑事：長弘
- ボーイ：守屋徹
- 黒田組の中盆：柳瀬志郎
- マダム：原恵子
- タバコ屋：若原初子